# Cacık
Cacık is een Turks gerecht dat ook gegeten wordt in de landen die vroeger deel uitmaakten van het Ottomaanse Rijk. Cacık wordt bereid met yoghurt, knoflook, komkommer, olijfolie en kruiden en is zowel qua receptuur als etymologisch nauw verwant aan het Griekse tzatziki. Aan cacık worden echter ook andere ingrediënten toegevoegd, zoals munt, oregano of paprika. Dikwijls is cacık ook dunner dankzij het toevoegen van water, waardoor het als een koude soep gegeten kan worden.